# 塔勒斯 (路易斯安那州)
塔勒斯（英語：Tullos），是美国路易斯安那州下属的一座城市。根据2010年美国人口普查，该市有人口385人。建置上，属于“town”。